# Windy Peak (Antarktika)
Windy Peak ist ein markanter, 1910 m hoher Gipfel in der westantarktischen Heritage Range, dem südlichen Teil des Ellsworthgebirges. Der Berg ist ein Teil der Founders Peaks und liegt etwa 3,7 Kilometer südwestlich des südlichen Endes der Reuther-Nunatakker.
Er erhielt seinen Namen von einer geologischen Expedition der University of Minnesota, die das Gebiet 1963/64 erkundete. Man benannte ihn nach den sehr starken Winden, die bei den Besuchen der Expedition stets hier herrschten.